# Microsoft BizTalk Server
Microsoft BizTalk Server, vagy ahogy csak egyszerűen hívni szokás "BizTalk", egy nagyvállalati szolgáltatás (ESB). Adapterek használatán keresztül, amelyek arra készültek, hogy különböző alkalmazás rendszerekkel kommunikáljanak egy vállalatban, lehetővé teszik a vállalatoknak, hogy automatizálják az üzleti folyamataikat. A Microsoft készítette, a következő funkciókat biztosítja: Vállalati Alkalmazás Beépülés (EAI), Üzleti Folyamat Automatizálás (BPA), Üzlet-Üzlet Kommunikáció (B2B Communication), Üzenet bróker, és Üzleti Aktivitás Monitor (BAM). 
2011 áprilisában a BizTalk Server újra pozicionálták, nem csak mint Alkalmazásokat Beépítő Szerver (AIS), de mint alkalmazás szerver is (AS). 
Általános esetben, a BizTalk lehetővé teszi a vállalatoknak, hogy kezeljék az automatizált folyamataikat, úgy mint az üzleti dokumentumok cseréje, vagy a megrendelése és számlákat különböző alkalmazások között, vállalati kereteken belül és azokon túl.
Az emberközpontú folyamatok nem valósíthatóak meg közvetlenül a BizTalk Server segítségével, egyéb alkalmazások mint a Microsoft SharePoint szerver használata szükséges ezekhez.
A BizTalk Szerverhez történő fejlesztések Microsoft Visual Studion keresztül zajlanak. A fejlesztő létrehozhat egy transzformációt, amely leképez egy üzenet típust egy másikká (például XML fájlok átalakíthatóak SAP IDoc, stb. formátumúvá). Az üzenetek a BizTalkban XML dokumentumokként kerülnek megvalósításra és definiálnak egy XML sémát az XSD szabvány szerint. A leképzések XSLT szabvány szerint kerülnek megvalósításra. A hangszerelésben (Orchestration) WS-BPEL kompatibilis xLANG nyelven hozhatók létre a megvalósítások.  Sémák, leképezések, XML csővezetékek és a hangszerelés a Microsoft Visual Studio belül, grafikus eszközök használatával készülnek el. Az ezen felüli funkcionalitások megvalósíthatóak .NET szerelvényekként, amelyek használhatják a meglévő elemeket, mint például, hangszereléseket, leképezéseket, üzleti szabályokat.

## Verziók Windowshoz[1]
- 2000 – BizTalk Server 2000
- 2002 – BizTalk Server 2002
- 2004 – BizTalk Server 2004 (Első verzió Microsoft .NET 1.0-s támogatással)
- 2006 – BizTalk Server 2006 (Első verzió ami Microsoft .NET 2.0-n fut)
- 2007 – BizTalk Server 2006 R2 (Első verzió ami használ Windows Communication Foundation (WCF)-et natív adapterek segítségével – (kiadás: 2007. október 2.))
- 2009 – BizTalk Server 2009 (Első verzió ami Visual Studio 2008-al működik együtt)
- 2010 – BizTalk Server 2010[2] (Első verzió ami Visual Studio 2010 és Microsoft .NET 4.0-val dolgozik)

## Képességek
Nem teljes lista a BizTalk szerver képességeiről:
- Adapterek használata élvonalbeli üzleti alkalmazások beépítésére (Line of Business Application) (értsd. Siebel, SAP, IFS Applications, JD Edwards, Oracle, Microsoft Dynamics CRM), Databases (Microsoft SQL Server, Oracle, DB2) és más technológiák (Tibco, Java EE, stb.)
- A meghajtók támogatást nyújtanak olyan üzleti szabványokhoz, mint RosettaNet, HL7, HIPAA, SWIFT, stb.
- Üzleti Szabály Motor (BRE). Ez egy Rete algoritmusú szabály motor.
- Üzleti aktivitás monitorozás (BAM), lehetővé teszi dashboardok, aggregált Pivot tábla nézetek létrehozását, ahogyan az üzleti folyamatok zajlanak, és az üzenetek feldolgozásra kerülnek.
- Egy egységesített adminisztrációs felület 2011 decemberében került kiadásra, hogy monitorozhatóvá tegye a megoldások műveleteit, stb. a BizTalk szerver környezetben.
- Beépített EDI (Electronic Data Interchange, Elektronikus Adatcsere) funkcionalitás támogatás X12 és EDIFACT, a BizTalk 2006 R2-től.
- Üzleti folyamatok grafikus modellezése Visual Studioban, XML sémákkal modellezett dokumentumok, grafikus leképezések (funkcioidok segítségével) sémák közt, csővezetékeket épít az információ feloldására, megerősít, és átalakítja az üzeneteket amikor belépnek, vagy elhagyják a rendszert, adaptereken keresztül.
- A felhasználó automatizálhatja az üzleti folyamatok kezelését a műszerezés segítségével.
- BizTalk képes együttműködni más Microsoft termékekkel, mint a Microsoft Dynamics CRM, SQL Server és SharePoint azért, hogy lehetővé tegye a munkafolyamat résztvevői számára a közreműködést.
- kiterjesztett támogatás Webes szolgáltatásokhoz. (felhasználás és kiajánlás)
- RFID támogatás, a BizTalk 2006 R2-tól.

## Architektúra
A BizTalk szerver környezet egy publikálás/feliratkozás típusú architektúra, amely architektúra modellen alapszik, amelyet néha "tartalom-alapú publikálás/feliratkozás"-ként is említenek. Az üzenetek a BizTalkban kerülnek közzétételre, átalakítására kerülnek a megfelelő formátumra, és csatolásra kerülnek a feliratkozókhoz.
BizTalk biztonságossá teszi az üzenet feldolgozást szerializáció segítségével (amit dehidratációnak hívnak a BizTalk terminológia szerint) – az üzenetek adatbázisban tárolódnak, amíg külső eseményekre várnak, ezáltal megakadályozható az adatvesztés. Ez a technológia összeköti a BizTalkot a Microsoft SQL Szerverel. A feldolgozási folyamatot nyomon követhetik az adminisztrátorok az adminisztrációs konzol használatával.A BizTalk támogatja a teljes átviteli folyamatot az egyik felhasználójától a másikig. A BizTalk hangszerelése implementál hosszú lezajlási idejű tranzakciókat.

## Adapterek
Lásd. 
A BizTalk adaptereket használ a különböző protokollokon történő kommunikációra továbbá üzenet formátumokat, és specifikus szoftver termékeket. Az adapterek közül néhány: EDI, Fájl, HTTP, FTP, SFTP, SMTP, POP3, SOAP, SQL, MSMQ, Microsoft SharePoint Server, IBM mainframe zSeries (CICS és IMS) és középesen iSeries (AS/400) szerver, IBM DB2, IBM WebSphere MQ adapterek. A WCF Adapter halmaz a 2006 R2-es változattal került hozzá adásra a termékhez, ami magába foglalja: WCF-WSHttp, WCF-BasicHttp, WCF-NetTcp, WCF-NetMsmq, WCF-NetNamedPipe, WCF-Custom, WCF-CustomIsolated adaptereket.  Microsoft szállít BizTalk Adapter Pack WCF-alapú adaptereket Line of Business (LOB) rendszerekhez. Jelenleg, ez magába foglal SAP, Oracle adatbázis, Oracle E-Business Suite, Microsoft SQL Server, MySQL, PeopleSoft Enterprise és Siebel Systems adaptereket.

## Alternatívák
Fő versenytársak:
- WebSphere az IBMtől,
- webMethods a Software AGtől.

## Fordítás
Ez a szócikk részben vagy egészben  a   Microsoft_BizTalk_Server című angol Wikipédia-szócikk ezen változatának fordításán alapul.  Az eredeti cikk szerkesztőit annak laptörténete sorolja fel. Ez a jelzés csupán a megfogalmazás eredetét és a szerzői jogokat jelzi, nem szolgál a cikkben szereplő információk forrásmegjelöléseként.